# SVT Text
SVT Text är Sveriges Televisions text-TV, lanserad 12 mars 1979. Tjänsten publicerar programtablåer, nyheter, sportresultat, filmrecensioner med mera. En sida rymmer maximalt 14 rader med 37 tecken på varje rad, totalt 518 tecken. På natten sköter nyhetsbyrån TT bevakningen. Tjänsten är även tillgänglig över Internet och som mobilapplikation, där det sistnämnda drivs av tredje part.

## Historik
Tjänsten hade under 1990-talet en daglig publik på cirka 3 miljoner och hade 2017 fortfarande en daglig publik på cirka 2 miljoner. Trots den stora publiken är det normalt sett bara en enda person som uppdaterar innehållet för löpsedeln och nyheterna. De populäraste sidorna är löpsedeln (sidan 100) och sportens resultatservice (sidan 377). År 2018 hade Sverige världens äldsta, ännu aktiva, Text-TV. Tjänsten uppgavs nå var femte svensk på en vecka. I mars 2019 fyllde SVT Text 40 år.
I september 2022 upphörde SVT Text med ekonomisidorna och börskurserna på grund av höga kostnader för licensavtal. Enbart dagens slutkurs på de större börserna redovisas.